# Wolf Dieter Oswald
Wolf Dieter Oswald (* 24. Mai 1940 in Nürnberg) ist ein deutscher Psychologe und Gerontologe.
Schwerpunkte seiner Forschung sind insbesondere die Entwicklung von Testverfahren zur Früherkennung von Alternsprozessen und Demenz, sowie zu basalen Intelligenz- und Gedächtnisveränderungen im Alter, die Entwicklung von nichtpharmakologischen Präventionsmaßnahmen mit dem Ziel der Vermeidung von Pflegebedürftigkeit und die Verzögerung der Alzheimer-Krankheit, sowie nichtpharmakologische Therapieformen bei Demenz. Darüber hinaus beschäftigt er sich mit Konsequenzen des demographischen Wandels sowie mit dem Themenfeld „Ältere Menschen im Straßenverkehr“.

## Leben und akademische Karriere
Wolf D. Oswald studierte Psychologie und Wirtschafts- und Sozialwissenschaften an der Universität Erlangen-Nürnberg und wurde hier 1968 zum Doktor der Staats- und Wirtschaftswissenschaften promoviert. 1976 habilitierte er sich an der Universität Salzburg und erhielt einen Ruf an die Universität Stuttgart. 1979 bekleidete er das Amt des Dekans der Philosophischen Fakultät. Eine ordentliche Professur für Psychologie führte ihn 1981 zurück nach Erlangen. Dort richtete er 1986 den Diplom-Aufbaustudiengang „Psychogerontologie“ ein und gründete 1996 das Institut für Psychogerontologie, dessen Direktor er bis zu seiner Emeritierung zum Wintersemester 2005 war. Seit 2006 leitet er die Forschungsgruppe Prävention & Demenz.
Neben seinem wissenschaftlichen Wirken im Bereich der Gerontologie war er in zahlreichen wissenschaftlichen Gesellschaften aktiv. So war er 2002 Gründungspräsident des Dachverbandes der Gerontologischen und Geriatrischen Gesellschaften Deutschlands DVGG, 1988 Gründungssprecher der Interdisziplinären Arbeitsgemeinschaft für Angewandte Gerontologie IAAG, 2003 erster Vorstandssprecher des Interdisziplinären Zentrums für Gerontologie IZG der Universität Erlangen-Nürnberg, 1998–2002 Präsident der Deutschen Gesellschaft für Gerontologie und Geriatrie DGGG und 2006 Gründer der SimA-Akademie.
Er gründete 1988 zusammen mit Siegfried Kanowski die erste interdisziplinäre deutsche „Zeitschrift für Gerontopsychologie & -psychiatrie“ und gab 1984 zusammen mit Werner Herrmann, Sigfried Kanowski, Ursula Lehr und Hans Thomae das Handbuch „Gerontologie“ sowie 1992 zusammen mit Werner Herrmann, Ursula Lehr, Siegfried Kanowski und Rudolf.-M. Schütz die 16-bändige Taschenbuchreihe „Angewandte Alterskunde“ heraus. Sein wissenschaftliches Werk umfasst mehr als 250 wissenschaftliche Beiträge sowie 31 Bücher als Verfasser oder Herausgeber.
Oswald leitete das von 1990 bis 2016 laufende interdisziplinäre Langzeit-Forschungsprojekt „Bedingungen zur Erhaltung von Selbständigkeit im höheren Lebensalter“ (SimA). Von 2001 bis 2005 übernahm er die Leitung des Projektes „Rehabilitation im Pflegeheim“ (SimA-P).

## Ausgewählte Forschungsschwerpunkte

### Der Zahlen-Verbindungs-Test (ZVT)
Beim ZVT handelt es sich um einen ökonomisch und einfach handhabbaren, sprachfreien und milieuunabhängigen Schnelltest zur Erfassung der kognitiven Leistungsgeschwindigkeit (Informationsverarbeitungsgeschwindigkeit), welche als basale kognitive Grundfunktion hoch mit der Intelligenz korreliert. Der ZVT kann bei unterschiedlichen Fragestellungen in Schule, Klinik und Forschung angewendet werden und eignet sich für Probanden zwischen 7 und 80 Jahren. Zudem ist der Test auch zur Früherkennung von Hirnleistungsveränderungen, wie z. B. bei Demenzen, einsetzbar. Eine für das höhere Lebensalter konzipierte Version mit kürzeren Matrizen stellt der ZVT-G dar; er ist Bestandteil des Nürnberger Alters-Inventars.

### Das Nürnberger Alters-Inventar (NAI)
Mit dem Nürnberger-Alters-Inventar (NAI) liegt ein speziell für das höhere Lebensalter konzipiertes Testinventarium zur Erfassung der kognitiven Leistungsfähigkeit, der Befindlichkeit sowie der Pflegebedürftigkeit vor.
Es zielt theoriegeleitet darauf ab, den individuellen Ausprägungsgrad altersabhängiger psychischer Funktionsbereiche zu bestimmen. Als multidimensionales Inventar umfasst es sowohl wichtige kognitive Leistungsbereiche und alternsbezogene Selbstbeurteilungen als auch die Erfassung von Alltagsaktivitäten.
Einsetzbar ist das Instrument zur Einzelfalldiagnostik, für Verlaufsuntersuchungen, zur Beurteilung von therapeutisch induzierten Veränderungen sowie für die Grundlagenforschung.
Das Testinventar umfasst 4 Leistungs- bzw. Speedtests, 8 Gedächtnistests, 2 Fremdbeurteilungs- und 5 Selbstbeurteilungs-Skalen und ist in Deutsch, Englisch und teilweise auch in anderen europäischen Sprachen erhältlich.

### SimA
Das SimA-Präventionsprogramm (SimA-50+) ist ein wissenschaftlich fundiertes Trainingsprogramm zur Förderung der motorischen und kognitiven Leistungsfähigkeit im Alter. Der zugrunde liegende Ansatz wurde im Rahmen der 1991 begonnenen, vom Bundesministerium für Familie, Senioren, Frauen und Jugend geförderten Interventions- und Längsschnittstudie „Bedingungen der Erhaltung und Förderung von Selbständigkeit im höheren Lebensalter – SimA“ an der Universität Erlangen-Nürnberg wissenschaftlich evaluiert. Es zeigte sich, dass regelmäßig durchgeführte Übungseinheiten in Kombination aus kognitiven und psychomotorischen Inhalten die Gedächtnisleistungen, den Gesundheitsstatus und die Selbständigkeit der Teilnehmer verbesserten bzw. über mehrere Jahre stabilisierten. Gleichzeitig erkrankten die Teilnehmer dieser Interventionsgruppe wesentlich seltener an einer Demenz.
Das SimA-Therapieprogramm (SimA-Pflegeheim; SimA-P) ist ein wissenschaftlich fundiertes Aktivierungsprogramm zur Förderung und Stabilisierung von Selbständigkeit und Lebensqualität bei Pflegeheimbewohnern. Angelehnt an die Erkenntnisse der SimA-Studie (vgl. SimA-50+) wurde der zugrunde liegende Ansatz im Rahmen eines vom Bundesministerium für Gesundheit und Soziale Sicherung der Bundesrepublik Deutschland geförderten Forschungsprojektes „Rehabilitation im Altenheim“ an der Universität Erlangen-Nürnberg entwickelt, erprobt und wissenschaftlich evaluiert. Es zeigte sich, dass durch regelmäßig durchgeführte Aktivierungseinheiten, bestehend aus einer Kombination von kognitiven bzw. biographieorientierten sowie psychomotorischen Übungen, die kognitive Leistungsfähigkeit der Teilnehmer signifikant stabilisiert bzw. teilweise sogar verbessert werden konnte. Zudem kam es zu nachweislichen Verbesserungen in der Befindlichkeit sowie zu einer Zunahme der Kraft und Beweglichkeit bei gleichzeitiger Halbierung der Sturzzahlen unter den Studienteilnehmern. Darüber hinaus führte das Programm zu einer signifikanten Entlastung der Pflegekräfte und damit zu mehr Arbeitszufriedenheit des Pflegepersonals in den teilnehmenden Heimen.

## Ehrungen
- Verdienstkreuz am Bande des Verdienstordens der Bundesrepublik Deutschland.

## Veröffentlichungen
- Über Zusammenhänge zwischen Informationsverarbeitungsgeschwindigkeit, Alter und Intelligenzstruktur beim Kartensortieren. In: Psychologische Rundschau. 22(3), 1971, S. 197–202.
- Zur Operationalisierung von „State-Angst“, „Trait-Angst“ und „Anspannung“ mit Hilfe individueller Ankersituationen. In: Diagnostica. 26(1), 1980, S. 21–31.
- Neuere Ansätze in der Intelligenzforschung. In: Psychologie in Erziehung und Unterricht. 30, 1983, S. 90–97.
- als Hrsg.: Das SIMA-Projekt: Gedächtnistraining – Ein Programm für Seniorengruppen. 2., überarbeitete und ergänzte Auflage. Hogrefe, Göttingen 1998, ISBN 3-8017-1109-9.
- mit U. M. Fleischmann: Nürnberger-Alters-Inventar (NAI). Testinventar & NAI-Testmanual und Textband. Hogrefe, Göttingen 1999.
- mit B. Hagen, R. Rupprecht und T. Gunzelmann: Bedingungen der Erhaltung und Förderung von Selbständigkeit im höheren Lebensalter (SIMA) – Teil XVII: Zusammenfassende Darstellung der langfristigen Trainingseffekte. In: Zeitschrift für Gerontopsychologie und -psychiatrie. 15(1), 2002, S. 13–31.
- Cognitive and Physical Activity – A Way for Maintaining Independent Living and Delaying the Onset of Dementia? In: European Review of Aging and Physical Activity. 1, 2004, S. 49–59.
- T. Gunzelmann, W. D. Oswald: Gerontologische Diagnostik und Assessment. (= Grundriss Gerontologie. Band 15). Kohlhammer, Stuttgart 2005, ISBN 3-17-018144-0.
- SimA®-basic-Gedächtnistraining und Psychomotorik. Geistig und körperlich fit zwischen 50 und 100. Hogrefe, Göttingen 2005, ISBN 3-8017-1915-4.
- mit Th. Gunzelmann, R. Rupprecht und B. Hagen: Differential effects of single versus combined cognitive and physical training with older adults: the SimA study in a 5-year perspective. In: European Journal of Aging. 3(4), 2006, S. 179–192.
- mit U. Lehr, C. Sieber und J. Kornhuber (Hrsg.): Gerontologie – Medizinische, psychologische und sozialwissenschaftliche Grundbegriffe. 3., vollständig überarbeitete Auflage. Kohlhammer, Stuttgart 2006, ISBN 3-17-018633-7.
- mit T. Gunzelmann und A. Ackermann: Effects of a multimodal activation program (SimA-P) in residents of nursing homes. In: European Review of Aging and Physical Activity. 4, 2007, S. 91–102.
- mit G. Gatterer und U. M. Fleischmann (Hrsg.): Gerontopsychologie. 2., vollständig neu bearbeitete Auflage. Springer, Wien 2008, ISBN 978-3-211-75685-0.
- mit A. Ackermann: Kognitive, Biographieorientierte und Psychomotorische Aktivierung mit SimA®-P. Selbständig im Alter. 3 Bände. Springer, Wien 2009, ISBN 978-3-211-79932-1.
- Leistungsfähigkeit älterer Personen im Straßenverkehr. Kognitive und körperliche Leistungsfähigkeit und deren Kompensationsmöglichkeiten. In: Zeitschrift für Verkehrsrecht. (ZVR), 55(5), 2010, S. 152–155.
- Frühdiagnose bei Demenzen. Normales versus pathologisches Altern – eine Schimäre? In: neuro aktuell. 24(8), 2010, S. 25–28.
- Training gegen Alzheimer. Kreuz, Freiburg im Breisgau 2011, ISBN 978-3-451-61003-5.
- mit R. Wilhelm: SimA®-basic-PC-Gedächtnistraining und Psychomotorik. Ein individuelles Trainingsprogramm für alle Altersgruppen. 2., überarbeitete Auflage. (CD-ROM). Hogrefe, Göttingen 2011, ISBN 978-3-8017-2321-7.
- Aktiv gegen Demenz. Fit und selbstständig bis ins hohe Alter mit dem SimA® Gedächtnis- und Psychomotoriktraining. 2., überarbeitete und erweiterte Auflage. Hogrefe, Göttingen 2014, ISBN 978-3-8017-2607-2.
- Zahlen-Verbindungs-Test ZVT. 3., überarbeitete und neu normierte Auflage. Hogrefe, Göttingen 2016.